# Karel Zajko
Karel Zajko (* 4. března 1957) je český dostihový jezdec, chovatel a trenér. Stal se vítězem ve Velké pardubické v letech 1986 (kůň Valencio) a 1990 (kůň Libentína).
Žil v Anglii. Pracoval v menší stáji, kde trénoval dostihové koně.
Jeho největší trenérský úspěch byl s koněm jménem Bost, který se stal nejlepším překážkovým koněm roku.[zdroj?]